# یویکو تاتسومی
یویکو تاتسومی (انگلیسی: Yuiko Tatsumi؛ زادهٔ ۱۷ سپتامبر ۱۹۸۷) صداپیشه اهل ژاپن است.